# Naso elegans
El pez unicornio elegante (Naso elegans) es una especie de pez cirujano del género Naso, encuadrado en la familia Acanthuridae. Es muy similar a la especie N. lituratus, por lo que fue considerado una variación de esta especie localizada en el océano Índico.
Es un pez marino del orden Perciformes, distribuido por aguas tropicales y subtropicales del océano Índico.

## Morfología
Tiene el cuerpo en forma oval, muy comprimido lateralmente. Es de las especies de pez unicornio que no desarrolla un “cuerno” sobresaliente.
Tiene el cuerpo de color café grisáceo, con una línea amarilla que va de la parte trasera de su boca al ojo; el hocico y el frente de esta línea es negro. La frente es amarillo claro y los labios son anaranjados. Su aleta dorsal es amarilla y tiene una línea horizontal azul en la base, con otra negra encima de esta. La aleta anal es de color marrón oscuro y está bordeada en azul claro. En el pedúnculo caudal, tiene dos manchas naranjas sobre sendas placas óseas, a cada lado, que contienen una espina defensiva cada una. Su aleta caudal es blancuzca, con una delgada línea negra a lo largo de sus márgenes laterales y otra submarginal, también negra, en el borde exterior. En el caso de los machos adultos, desarrolla unos filamentos alargados en cada punta de la caudal. Como todos los Naso, tiene la habilidad de cambiar su coloración rápidamente, dependiendo de su humor o del medio ambiente.
Tiene 6 espinas dorsales, de 26 a 30 radios blandos dorsales, 2 espinas anales y de 27 a 30 radios blandos anales.
Puede alcanzar una talla máxima de 45 cm, aunque su tamaño habitual es de 35 cm. La edad máxima reportada para esta especie es de 17 años.
Las diferencias más apreciables con la especie N. lituratus consisten en la coloración de las aletas dorsal y caudal. En el caso de N. elegans la dorsal es amarilla y en el N. lituratus blanca y negra. La aleta caudal de N. elegans está bordeada en negro, mientras que en N. lituratus sólo tiene una fina línea amarilla en el margen exterior.

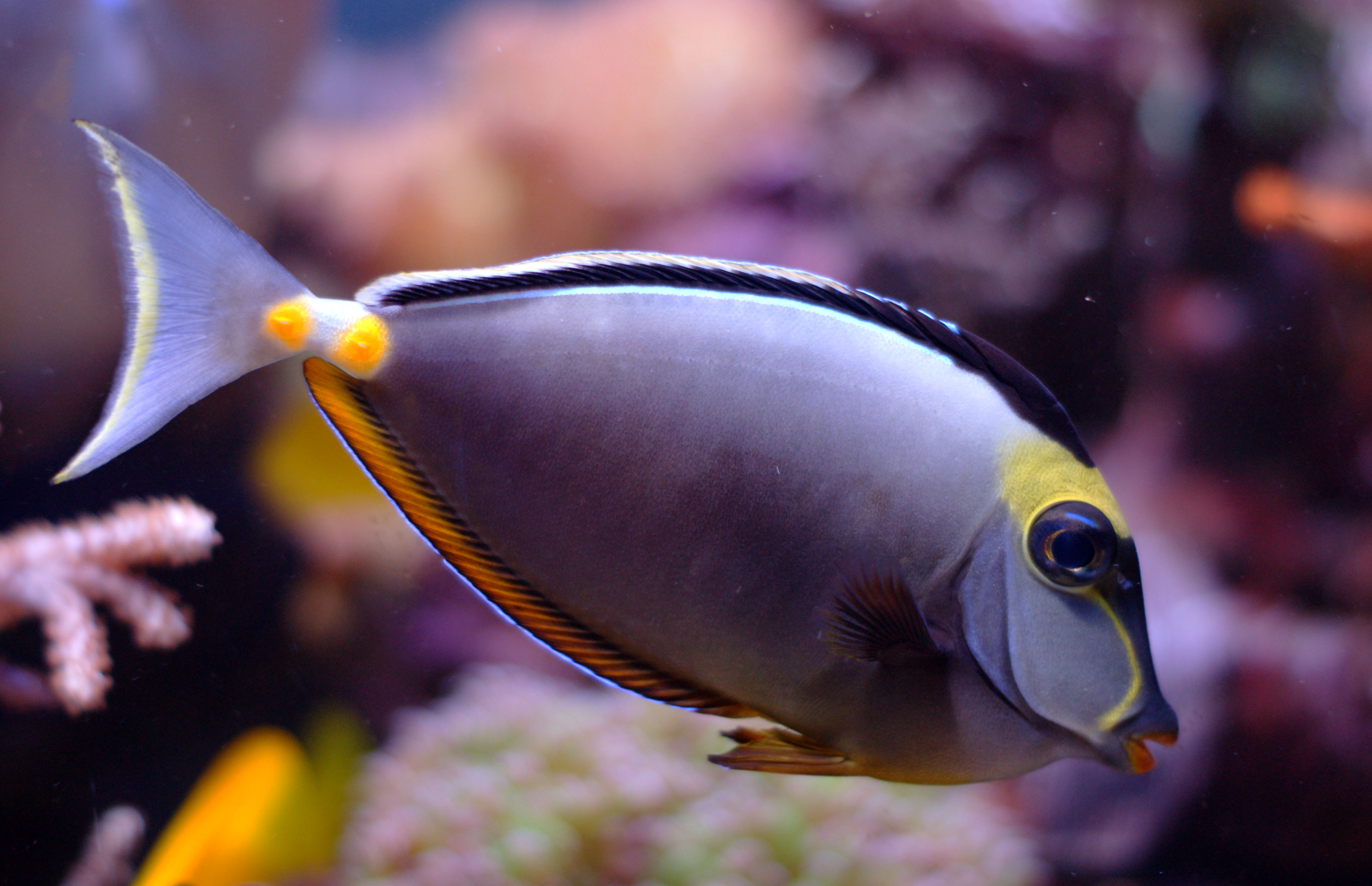
Naso Lituratus
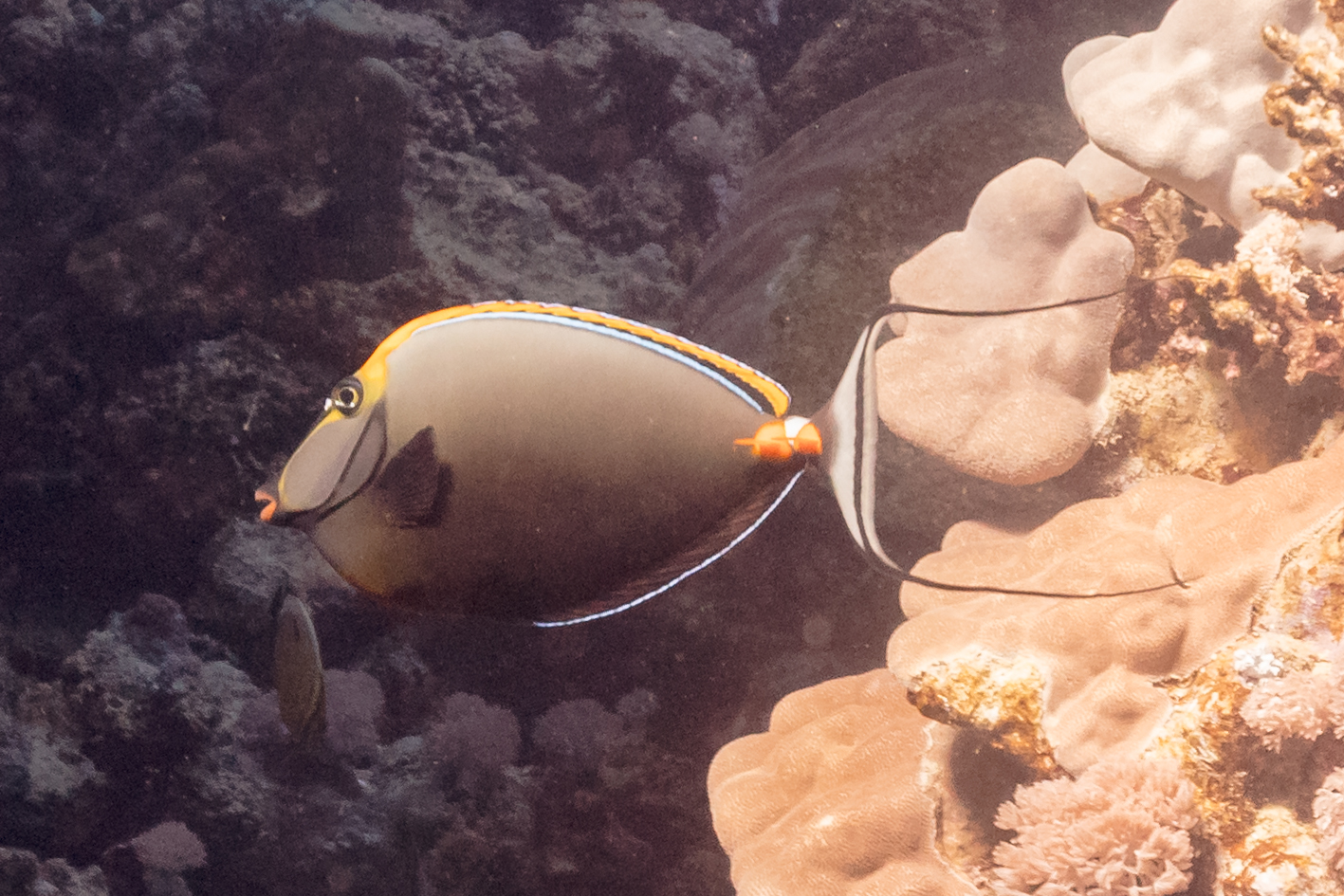
Naso elegans

## Hábitat y modo de vida
Es un habitante abundante y común en parte de su rango de distribución. Habita en los arrecifes costeros resguardados y en fondos rocosos.
Generalment vive en pequeños grupos, aunque en ocasiones forman grandes cardúmenes en localizaciones oceánicas.
Su rango de profundidad oscila entre 5 y 30 m.

## Distribución
Se distribuye en el océano Índico y en el Pacífico. N. elegans se encuentra desde las costas orientales africanas, incluido el Mar Rojo al sur de Durban, hacia el este de Bali, Indonesia. Se produce en el sur de Omán, pero no el Golfo de Omán o Golfo Pérsico, y no se informó de la India.
Es especie nativa de Arabia Saudí, Bangladés, Birmania, islas Cocos, Comoros, Egipto, Eritrea, India (Andaman y Nicobar), Indonesia, Israel, Jordania, Kenia, Madagascar, Malasia, Maldivas, Mauritius, Mayotte, Mozambique, Omán, Reunión; Seychelles, Singapur, Somalia, Sudáfrica, Sri Lanka, Sudán, Tanzania, Yemen y Yibuti.

## Alimentación
Es herbívoro y se alimenta principalmente de algas bénticas.

## Reproducción
El dimorfismo sexual es evidente en los adultos, por los filamentos de la aleta caudal de los machos. Son dioicos, de fertilización externa y desovadores pelágicos. No cuidan a sus crías.
Resiliencia:  Medio, población duplicada en un tiempo mínimo de 1.4-4.4 años.

## Galería

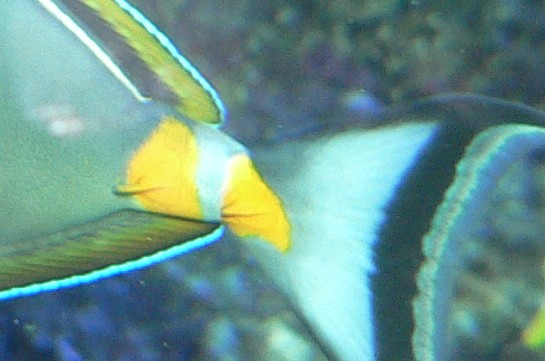
Detalle de la espina del pedúnculo caudal.
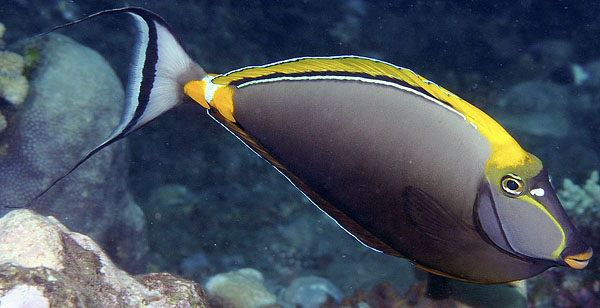
Ejemplar macho, con los filamentos de la aleta caudal, en Reunión.
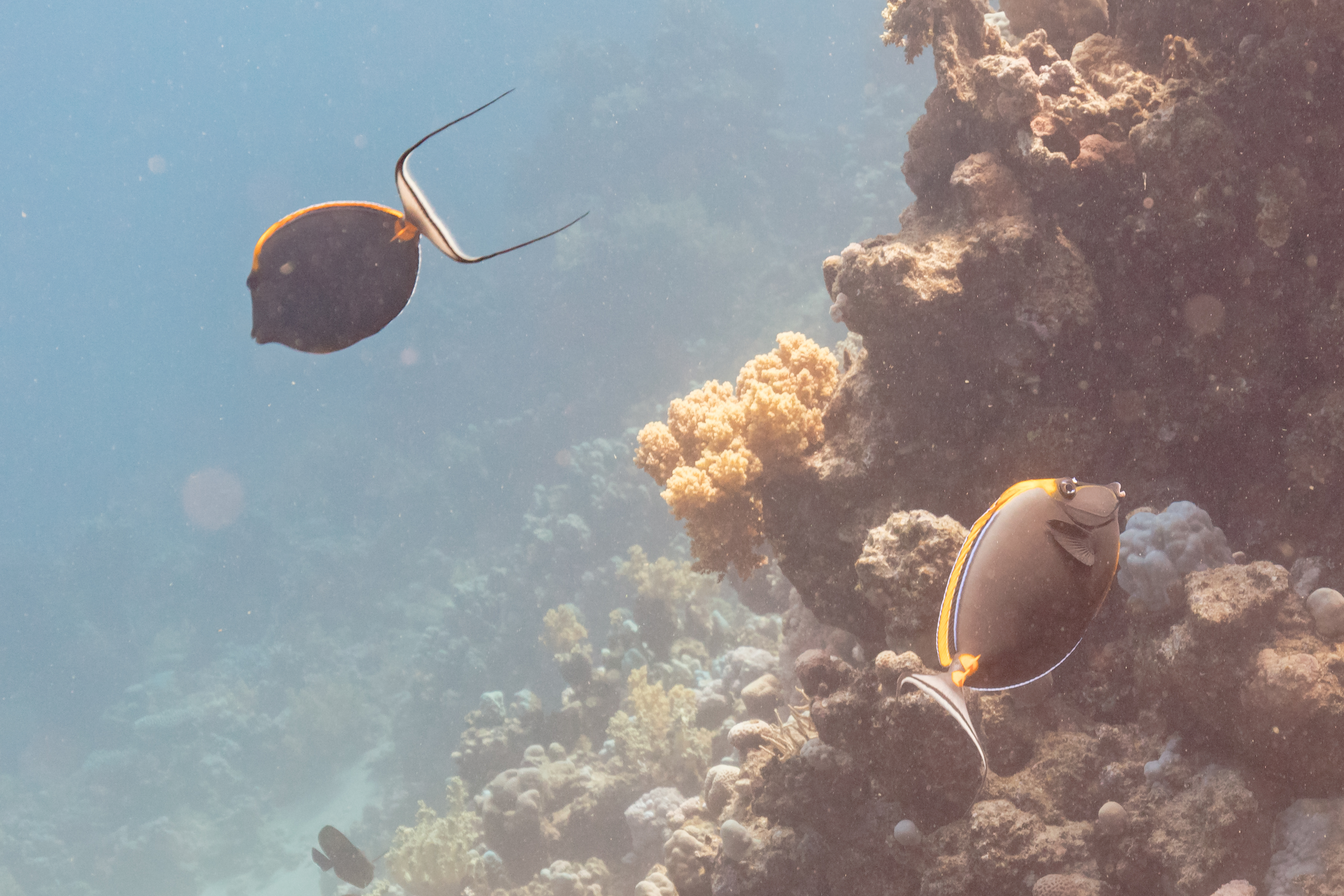
Pareja en el mar Rojo.
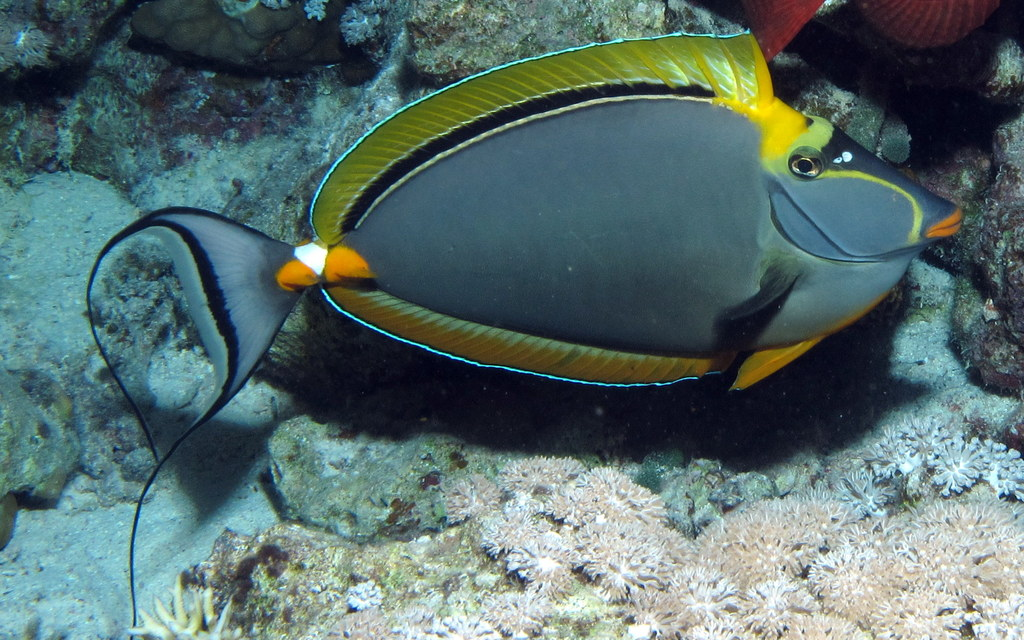
Ejemplar macho en el mar Rojo, Egipto.

## Conservación
Naso elegans está muy extendido en el Mar Rojo y el Océano Índico hasta el este de Bali, incluyendo todos los grupos de islas que intervienen. Logra una gran abundancia en Cocos y el Mar Rojo central, y es moderadamente común en Madagascar. Es relativamente poco frecuente en su área de distribución en otros lugares. No está específicamente dirigido en todo tipo de pesca, excepto en el oeste de Tailandia. No hay evidencia de la disminución de la cosecha. Se produce en numerosas áreas marinas protegidas en partes de su distribución. Por lo tanto, la Lista Roja de Especies Amenazadas de la UICN la califica como Preocupación menor ver 3.1.